# M982 엑스칼리버

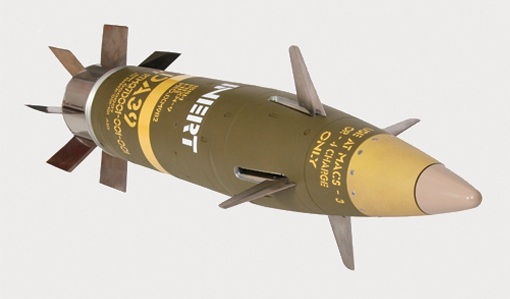

M982 엑스칼리버는 세계 최초의 GPS 유도 포탄이다.

## 역사
미국 레이시온과 영국 BAE 시스템스가 공동으로 개발했다.
1992년 개발을 시작했다. 2007년 5월, 이라크에 긴급배치를 하였다.
2018년 현재, 1400발 이상이 실전에서 사용되었다.
한 발당 가격은 1억원이다.

## 성능
사거리 40-57 km이며, CEP 3 m 정밀 포격을 한다.
흔히 말하는 "GPS 유도폭탄"도 실제로는 GPS는 일종의 보조적인 항법장비이며, 안에는 관성항법장치가 있다. 단 고성능 순항미사일이나 항공기의 것에 비하면 비교적 저렴한 몇백만 원짜리 자이로가 들어간다. 이 "저성능 자이로"를 GPS로 보정하여 값싸면서도 비교적 명중률 높은 유도폭탄을 만든다는 것이 바로 JDAM의 개발 취지다.
유도장치가 달린 M777 곡사포 포탄인 M982 엑스칼리버의 한 발당 가격은 6만8000달러(약 9700만원)다. 유도장치가 달리지 않은 포탄 발사 비용은 800달러(약 114만원)에 불과하다. 비유도 일반 포탄의 CEP는 150 m이다.

## 관련사항
M1299 자주포(ERCA)의 가장 큰 특징은 길이 9m에 이르는 XM907 58 구경장 화포다. 지난 2019년과 2020년 시험사격에서 XM1113 신형포탄과 M982 엑스칼리버 유도포탄을 60여km 떨어진 목표지역까지 날려보냈다.
XM2001 크루세이더 자주포는 56구경 주포를 사용하는데, 분당 최대 12발의 사격이 가능했다. 특히 M982 엑스칼리버 정밀유도포탄을 사용할 경우 최대 사거리가 80-100 km에 달하는 괴물 자주포로 개발됐다.

## 대한민국
2012년 5월 말, 국방과학연구소(ADD) 안흥시험장에서, 주한미군 2사단은 엑스칼리버 발사시험에 성공했다. 연말까지 2사단에 실전배치할 계획이다. 한국군에서도 지난 2010년 11월 연평도 포격 도발 사건 이후 엑스칼리버 도입을 검토했으나, 가격이 비싸 유보된 상태다. 1발당 5000만~1억원에 달한다.
2035년 한국형 위성 항법시스템(KPS)이 개발이 완료되면 불과 10cm 내외 오차 범위의 정확한 위치정보를 받아볼 수 있을 것으로 기대된다.

## 같이 보기
- M777 곡사포